# Kỵ (họ)
Kỵ (chữ Hán: 暨; Wade–Giles: Chi; tiếng Quảng Đông: Kei) là một họ tại Trung Quốc. Trong Bách gia tính, họ Kỵ nằm tại vị trí thứ 345. 
Hiện tại họ này không nằm trong số 300 họ phổ biến nhất ở Trung Quốc.